# КИНОпробы
«КИНОпробы. Tribute Виктор Цой» — двойной трибьют-альбом, посвящённый памяти Виктора Цоя, записанный в 2000 году, через 10 лет после его смерти. В проекте участвовали многие известные рок-музыканты России и постсоветского пространства. Авторами идеи являются Игорь Гудков («Панкер») и вдова Виктора Цоя — Марьяна Цой.
Состоит из двух частей (дисков), которые вышли с разницей в месяц. Также в поддержку проекта были сыграны два концерта.
Концерт «КИНОпробы. Посвящение Виктору Цою» прошёл 17 ноября 2000 года в Москве в СК «Олимпийский» и 19 ноября в Санкт-Петербурге в Ледовом дворце.

## Создание
О причинах выбора песен для исполнения музыканты рассказывали:

Песню «Алюминиевые огурцы» я выбрал по той простой причине, что я с удовольствием слушал альбом Кино «45», где она была, в 1980-х годах, и когда поступило предложение, я с удовольствием её и обыграл.— Эдмунд Шклярский, лидер группы «Пикник» о песне «Алюминиевые огурцы»

Мы записали песню «Солнечные дни», причём не только на русском языке, но ещё и на украинском, и на французском. Оба эти языка очень хорошо легли на музыку Цоя. У меня в голове сразу сложилось, как это будет звучать, я быстро набросал переводы на оба языка, даже с рифмами. Мы решили записать три версии, а потом выбрать, какая лучше. Но все версии получились хорошие, и тогда мы записали ещё и версию на трёх языках сразу.— Олег Скрипка, лидер группы «Воплі Відоплясова» о песне «Солнечные дни»

«Кино» и «Аквариум» — вообще, это были две записи русскоязычного рока, которые попались мне для прослушивания. Это, по-моему, было в 1983—84 году. И на одной бобине был записан с одной стороны альбом «Аквариума», а с другой стороны — альбом «45» «Кино». Поэтому, в общем-то, выбор песни для трибьюта был вполне закономерен.— Илья Лагутенко, лидер группы «Мумий Тролль» о песне «Восьмиклассница»

## Диск первый
| №   | Название                   | Исполнитель                             | Длительность |
| --- | -------------------------- | --------------------------------------- | ------------ |
| 1.  | «Восьмиклассница»          | Мумий Тролль                            | 3:19         |
| 2.  | «Видели ночь»              | Zdob şi Zdub (при участии Трио Эрденко) | 5:18         |
| 3.  | «Разреши мне»              | Танцы Минус                             | 4:08         |
| 4.  | «Мама, мы все сошли с ума» | Смысловые галлюцинации                  | 3:30         |
| 5.  | «Следи за собой»           | Король и Шут                            | 4:42         |
| 6.  | «Это не любовь»            | МультFильмы                             | 2:34         |
| 7.  | «Прохожий»                 | Юлия Чичерина                           | 2:58         |
| 8.  | «Транквилизатор»           | Tequilajazzz                            | 4:48         |
| 9.  | «Камчатка»                 | Рикошет                                 | 3:23         |
| 10. | «Солнечные дни»            | Воплі Відоплясова                       | 3:53         |
| 11. | «Мама-анархия»             | НАИВ                                    | 2:42         |
| 12. | «Алюминиевые огурцы»       | Пикник                                  | 3:09         |
| 13. | «Кукушка»                  | Земфира                                 | 5:12         |
| 14. | «Печаль»                   | Кукрыниксы                              | 5:30         |

## Диск второй
| №   | Название                     | Исполнитель        | Длительность |
| --- | ---------------------------- | ------------------ | ------------ |
| 1.  | «Звезда по имени Солнце»     | Вячеслав Бутусов   | 4:43         |
| 2.  | «Кончится лето»              | Кукрыниксы         | 4:58         |
| 3.  | «Генерал»                    | Аквариум           | 4:31         |
| 4.  | «Бездельник»                 | Краденое солнце    | 3:04         |
| 5.  | «Пачка сигарет»              | Воплі Відоплясова  | 4:07         |
| 6.  | «Уходи»                      | 2ва Самолёта       | 4:27         |
| 7.  | «Когда-то ты был битником»   | Ленинград          | 2:49         |
| 8.  | «Бездельник II»              | Чиж & Co           | 6:06         |
| 9.  | «Хочу перемен»               | МультFильмы        | 3:46         |
| 10. | «Мама, мы все тяжело больны» | Александр Ф. Скляр | 4:18         |
| 11. | «Кукушка»                    | БИ-2               | 5:37         |
| 12. | «Каждую ночь»                | Земфира            | 2:34         |
| 13. | «Электричка»                 | Дюша Романов       | 5:51         |
| 14. | «Последний герой»            | Колыбель           | 3:49         |
| 15. | «Троллейбус»                 | Михей              | 3:27         |
| 16. | «Когда твоя девушка больна»  | Юлия Чичерина      | 4:33         |

## Невошедшие песни
- Песня группы «Танцы Минус» «Ты выглядишь так несовременно» и песня группы «Мумий Тролль» «Малыш» не вошли в альбом, но присутствовали на выпущенном DVD[6] и на версии издания «КИНОпробы Gold» (2001)[7].
- Свою версию песни «Алюминиевые огурцы» делала и группа «Ляпис Трубецкой», но их вариант песни не приняли[2].
- Записанная группой «Петля Нестерова» кавер-версия песни «Когда твоя девушка больна» не вошла в трибьют из-за задержки Эда Нестеренко и компании с записью[8].
- Группа «Легальный Бизне$$» при участии рэперов Лигалайза и N’Pans записали песню «Пачка сигарет» и сняли на неё клип. Тем не менее ни в этот, ни в «КИНОпробы. Рэп-трибьют» композиция не вошла.
- Константин Кинчев негативно относится к проекту «Кинопробы», и по этой причине он не включил туда композицию «Спокойная ночь» в исполнении группы «Алиса»[9]. На другой трибьют «Спасём Мир. Tribute To Tsoy 2014» песня «Спокойная ночь» в исполнении группы «Алиса», однако, всё-таки вошла.